# Muntanyes Hida
Les muntanyes Hida (飛騨山脈), o Alps del Nord (北アルプス), conformen una cadena muntanyosa japonesa que voreja les prefectures de Nagano, Toyama i Gifu.

## Muntanyes

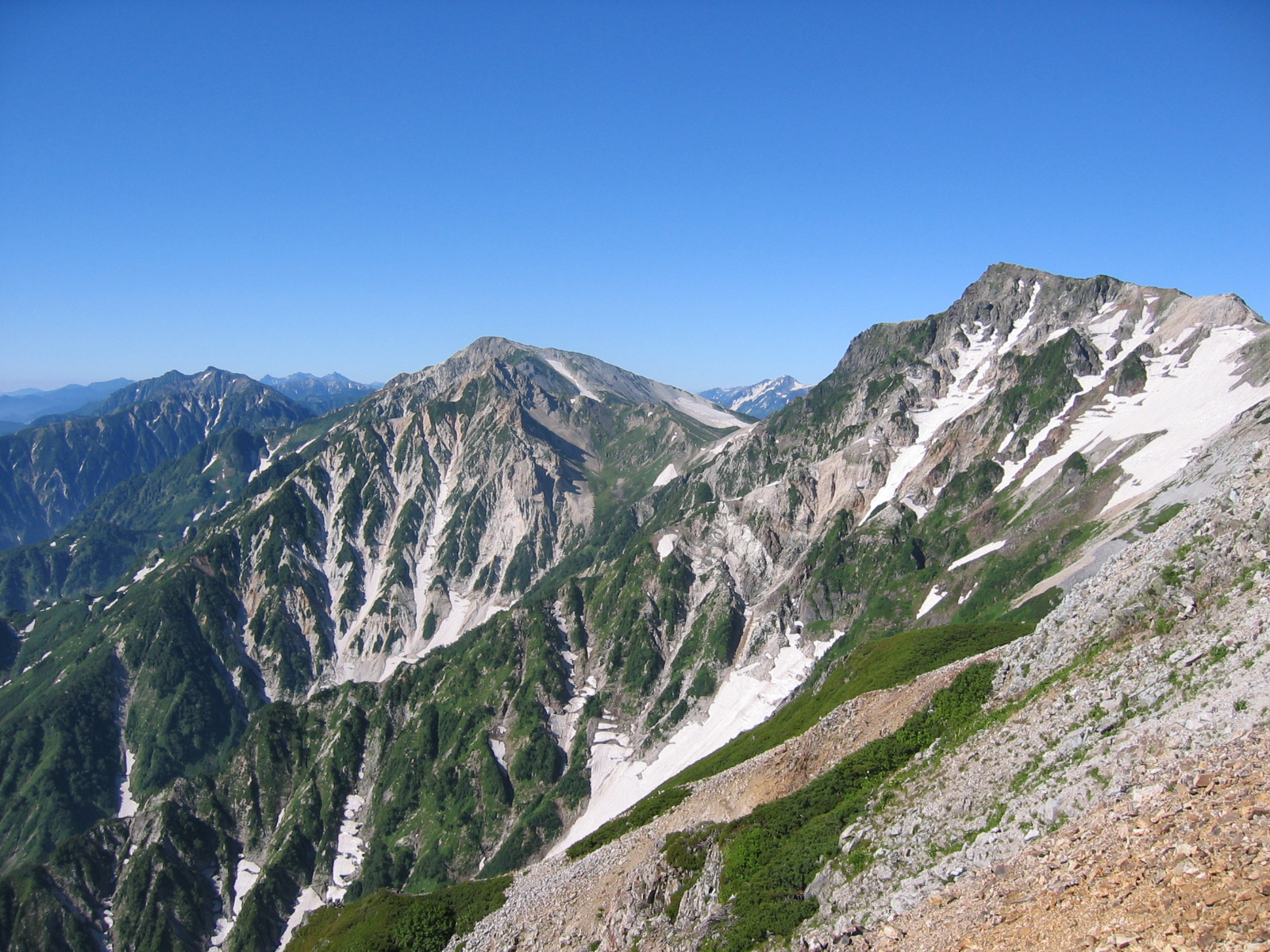
Cim de Shirouma

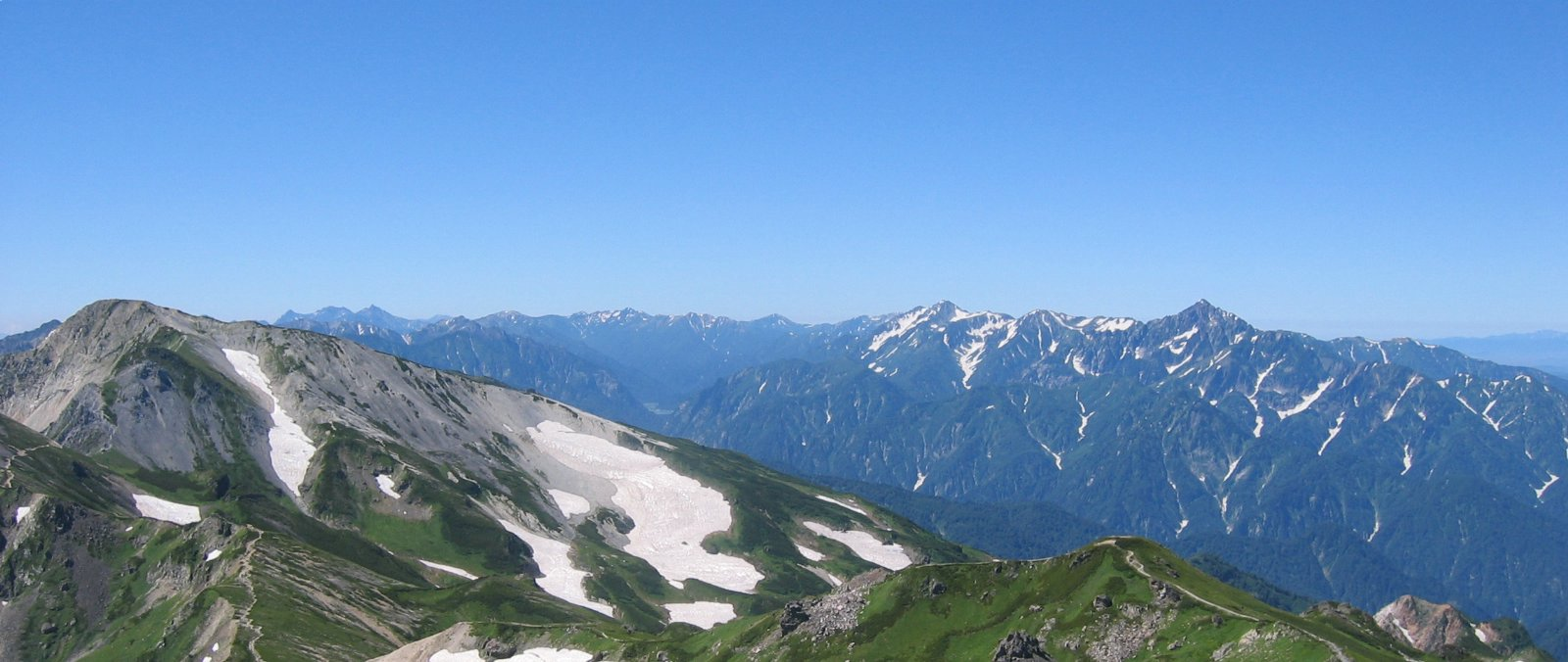
Pics Tateyama

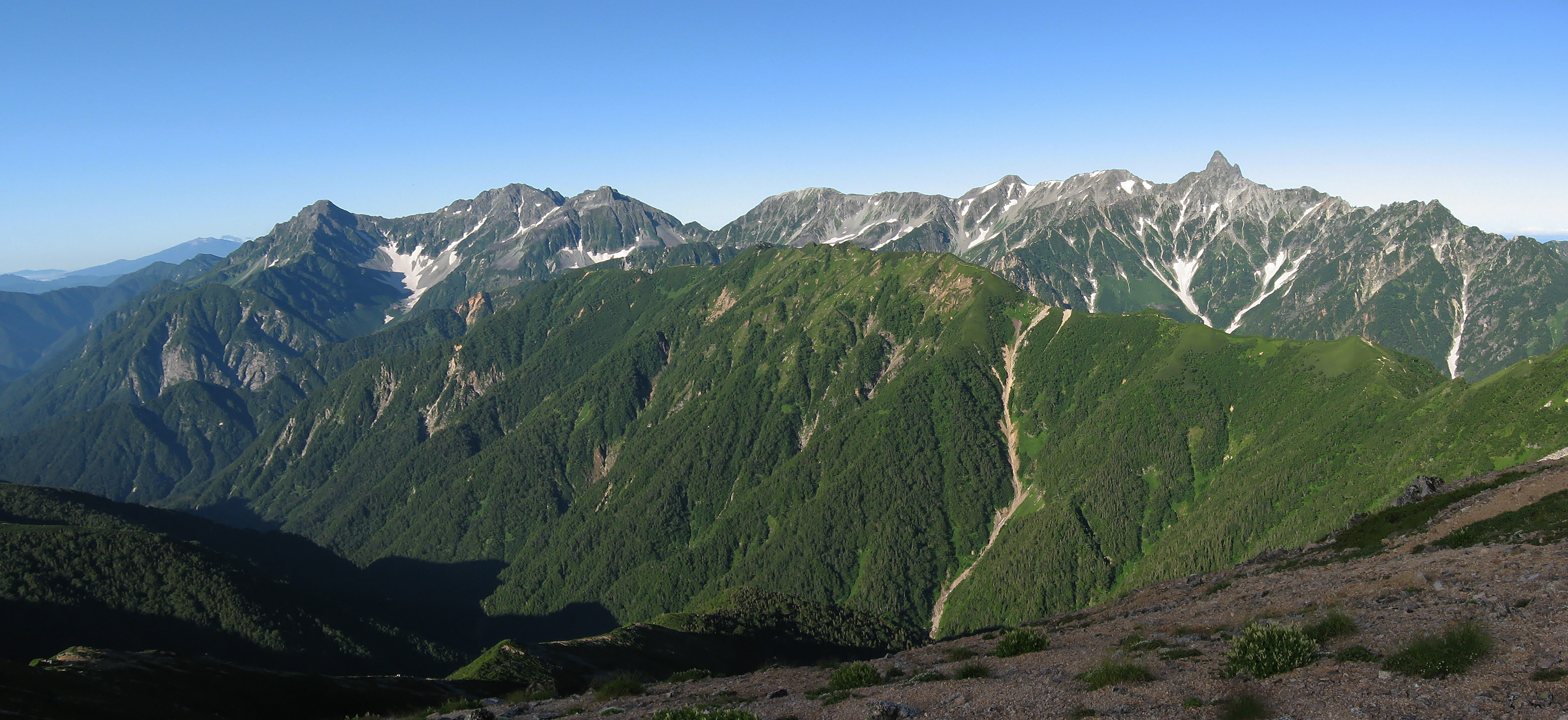
Les cimes de Yari-Hotaka

- Shiroumadake (2932 m)
- Kashima-yarigatake (2889 m)
- Tateyama (3015 m)
- Tsubakuro-dake (2763 m)
- Tsurugidake (2999 m)
- Nogushigorodake (2924 m)
- Yarigatake (3180 m)
- Hotakadake (3190 m)
- Norikuradake (3026 m)
- Ontake (3067 m)